# Église Saint-Nicolas d'Irig
Pour les articles homonymes, voir Église Saint-Nicolas.
L'église Saint-Nicolas d'Irig (en serbe cyrillique : Црква светог Николе ; en serbe latin : Crkva svetog Nikole) est une église orthodoxe serbe située en Serbie, dans la ville d'Irig et dans la province de Voïvodine. Construite en 1732, elle est inscrite sur la liste des monuments culturels de grande importance de la république de Serbie (identifiant no SK 1132).

## Présentation
L'église Saint-Nicolas a été construite en 1732, dans la tradition de l'architecture médiévale serbe combinée avec des éléments baroques. Elle est constituée d'une nef unique voûtée en berceau, surmontée d'un dôme et prolongée par une abside à cinq pans. Un clocher baroque domine l'ouest de l'édifice. La façade principale est ornée d'une corniche et d'arcatures et le tambour du dôme est décoré de colonnettes. 
Un premier programme de peintures a été développé dans les années 1770 sous la direction de Vasilije Ostojić, influencé par le baroque russe. L'iconostase actuelle date de 1827 et a été peinte par Georgije Bakalović. Les icônes du trône sont l'œuvre d'un artiste inconnu de la seconde moitié du XVIIIe siècle. Les fresques originelles, dont l'auteur est inconnu, datent de 1749 ; on les trouve notamment sur la coupole, sur les pendentifs et sur certaines parties de la voûte de la nef. Ailleurs, elles ont été recouvertes par d'autres fresques réalisées par Dimitrije Posniković en 1886 et 1887.